# Luca Scinto

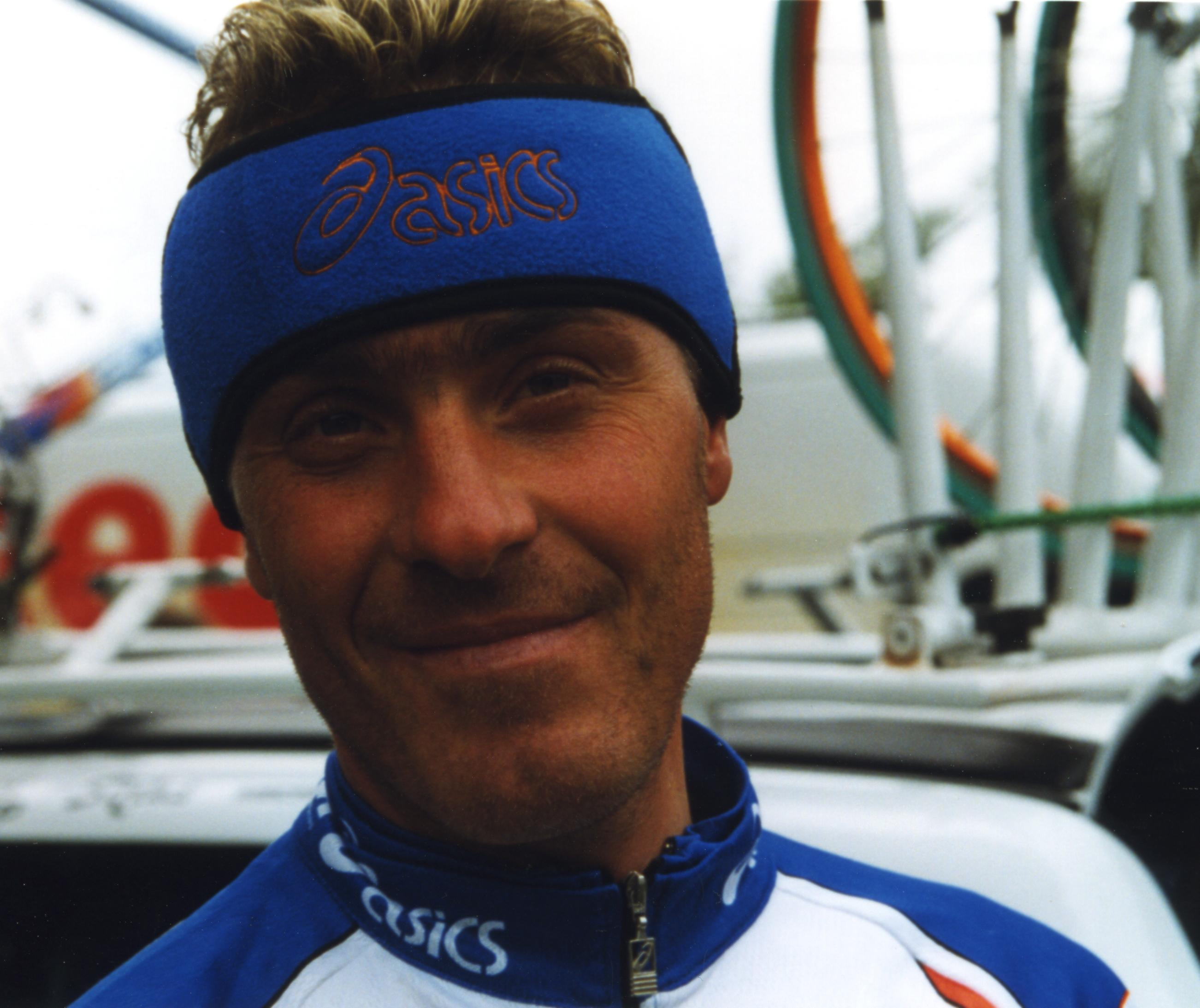
Luca Scinto

Luca Scinto (* 28. Januar 1968 in Galleno bei Florenz) ist ein ehemaliger italienischer Radrennfahrer und Sportlicher Leiter eines Radsportteams.
1994 bekam er einen Profivertrag beim italienischen Radsportteam GB-MG Maglificio. Von 1999 bis 2002 fuhr er dann für das Mapei-Quickstep-Team, wo er seine Karriere als Aktiver beendete. Seine größten Erfolge waren die Gewinne beim Giro di Toscana und beim Gran Premio Città di Camaiore. 
Nachdem er zwischenzeitlich das Quickstep-Nachwuchsteam betreute, wurde er 1999 Sportdirektor eines Profiteams, das in diesem Jahr unter dem Namen ISD-Neri gegründet wurde. Nachdem er wegen zahlreichen Dopingfällen dieses Teams in der Öffentlichkeit kritisiert wurde, trat er Ende 2014 aus dieser Funktion zurück.

## Erfolge
1995
Gran Premio Città di Camaiore
Berner Rundfahrt
1997
Gesamtwertung und eine Etappe Tour de Langkawi
1999
Giro di Toscana
2000
eine Etappe Uniqa Classic